# Lista de prêmios e indicações recebidos por Anya Taylor-Joy
Esta é a lista de prêmios e indicações recebidos pela atriz Anya Taylor-Joy.

## Principais Premiações

### Emmy Awards
| Ano  | Categoria                                                 | Projeto            | Resultado | Ref.  |
| ---- | --------------------------------------------------------- | ------------------ | --------- | ----- |
| 2021 | Melhor Atriz em Minissérie, Série Antológica ou Telefilme | The Queen's Gambit | Indicado  | [ 1 ] |

### BAFTA
| Ano  | Categoria            | Projeto   | Resultado | Ref.  |
| ---- | -------------------- | --------- | --------- | ----- |
| 2017 | EE Rising Star Award | Ela mesma | Indicado  | [ 2 ] |

### Golden Globe
| Ano  | Categoria                                   | Projeto            | Resultado | Ref.  |
| ---- | ------------------------------------------- | ------------------ | --------- | ----- |
| 2021 | Melhor Atriz em Cinema - Comédia ou Musical | Emma.              | Indicado  | [ 3 ] |
| 2021 | Melhor Atriz em Minissérie ou Telefilme     | The Queen's Gambit | Venceu    | [ 3 ] |
| 2023 | Melhor Atriz em Cinema - Comédia ou Musical | The Menu           | Indicado  | [ 4 ] |

### SAG Awards
| Ano  | Categoria                               | Projeto            | Resultado | Ref.  |
| ---- | --------------------------------------- | ------------------ | --------- | ----- |
| 2021 | Melhor Atriz em Minissérie ou Telefilme | The Queen's Gambit | Venceu    | [ 5 ] |

## Outras Premiações

### AACTA International
| Ano  | Categoria                | Projeto            | Resultado | Ref.  |
| ---- | ------------------------ | ------------------ | --------- | ----- |
| 2021 | Best Actress in a Series | The Queen's Gambit | Venceu    | [ 6 ] |

### Critics' Choice Movie and Television Awards
| Ano  | Categoria                               | Projeto            | Resultado | Ref.  |
| ---- | --------------------------------------- | ------------------ | --------- | ----- |
| 2021 | Melhor Atriz em Minissérie ou Telefilme | The Queen's Gambit | Venceu    | [ 7 ] |

### Critics' Choice Super Awards
| Ano  | Categoria                          | Projeto            | Resultado | Ref.  |
| ---- | ---------------------------------- | ------------------ | --------- | ----- |
| 2022 | Melhor Atriz em um Filme de Terror | Last Night in Soho | Indicado  | [ 8 ] |

### Empire Awards
| Ano  | Categoria            | Projeto   | Resultado | Ref.  |
| ---- | -------------------- | --------- | --------- | ----- |
| 2017 | Best Female Newcomer | The Witch | Venceu    | [ 9 ] |

### MTV Movie & TV Awards
| Ano  | Categoria                  | Projeto            | Resultado | Ref.   |
| ---- | -------------------------- | ------------------ | --------- | ------ |
| 2021 | Best Performance in a Show | The Queen's Gambit | Indicado  | [ 10 ] |

### Satellite Awards
| Ano  | Categoria                                                                             | Projeto            | Resultado | Ref.   |
| ---- | ------------------------------------------------------------------------------------- | ------------------ | --------- | ------ |
| 2021 | Best Actress in a Motion Picture, Comedy or Musical                                   | Emma.              | Indicado  | [ 11 ] |
| 2021 | Best Actress in a Miniseries & Limited Series or a Motion Picture Made for Television | The Queen's Gambit | Indicado  | [ 11 ] |

### Saturn Award
| Ano  | Categoria                           | Projeto   | Resultado | Ref.   |
| ---- | ----------------------------------- | --------- | --------- | ------ |
| 2017 | Best Performance by a Younger Actor | The Witch | Indicado  | [ 12 ] |

## Prêmios da Critica
| Ano                                                | Categoria                                                               | Projeto                                             | Resultado                       | Ref.                            |
| Austin Film Critics Association                    | Austin Film Critics Association                                         | Austin Film Critics Association                     | Austin Film Critics Association | Austin Film Critics Association |
| -------------------------------------------------- | ----------------------------------------------------------------------- | --------------------------------------------------- | ------------------------------- | ------------------------------- |
| 2016                                               | Breakthrough Artist Award                                               | The Witch                                           | Indicado                        | [ 13 ]                          |
| BloodGuts UK Horror Awards                         |                                                                         |                                                     |                                 |                                 |
| 2016                                               | Best Actress                                                            | The Witch                                           | Venceu                          | [ 14 ]                          |
| 2016                                               | Rising Star of Horror Award                                             | Ela Mesma                                           | Venceu                          | [ 14 ]                          |
| Central Ohio Film Critics Association              |                                                                         |                                                     |                                 |                                 |
| 2017                                               | Breakthrough Film Artist                                                | Barry (2016) Morgan (2016) The Witch (2015)         | Indicado                        | [ 15 ]                          |
| CinEuphoria Awards                                 |                                                                         |                                                     |                                 |                                 |
| 2023                                               | Best Esemble - International Competition                                | The Northman                                        | Indicado                        | [ 16 ]                          |
| Columbus Film Critics Association                  |                                                                         |                                                     |                                 |                                 |
| 2023                                               | Actor of the Year                                                       | AmsterdanThe MenuThe Northman                       | Indicado                        | [ 17 ]                          |
| Council of Fashion Designers of America Awards     |                                                                         |                                                     |                                 |                                 |
| 2021                                               | The Face of the Year Awards                                             | Ela Mesma                                           | Venceu                          | [ 18 ]                          |
| Dorian TV Awards                                   |                                                                         |                                                     |                                 |                                 |
| 2021                                               | Best TV Performance                                                     | The Queen's Gambit                                  | Indicado                        | [ 19 ]                          |
| 2021                                               | Best TV Musical Performance                                             | Saturday Night Live                                 | Indicado                        | [ 19 ]                          |
| Días de Cine Awards                                |                                                                         |                                                     |                                 |                                 |
| 2021                                               | Best Foreign Actress                                                    | Emma. The New Mutants                               | Indicado                        | [ 20 ]                          |
| Fangoria Chainsaw Awards                           |                                                                         |                                                     |                                 |                                 |
| 2017                                               | Best Actress                                                            | The Witch                                           | Venceu                          | [ 21 ]                          |
| 2022                                               | Best Lead Performance                                                   | Last Night in Soho                                  | Indicado                        | [ 22 ]                          |
| Fright Meter Awards                                |                                                                         |                                                     |                                 |                                 |
| 2016                                               | Best Actress in a Leading Role                                          | The Witch                                           | Venceu                          | [ 23 ]                          |
| Gold Derby Awards                                  |                                                                         |                                                     |                                 |                                 |
| 2017                                               | Breakthrough Performer                                                  | Ela Mesma                                           | Indicado                        | [ 24 ]                          |
| 2021                                               | Comedy Guest Actress                                                    | Saturday Night Live                                 | Indicado                        | [ 25 ]                          |
| 2021                                               | Movie/Limited Series Actress                                            | The Queen's Gambit                                  | Indicado                        | [ 25 ]                          |
| 2021                                               | Performer of the Year                                                   | Ela Mesma                                           | Indicado                        | [ 25 ]                          |
| Golden Schmoes Awards                              |                                                                         |                                                     |                                 |                                 |
| 2016                                               | Breakthrough Performance of the Year                                    | The Witch                                           | Indicado                        | [ 26 ]                          |
| Gotham Awards                                      |                                                                         |                                                     |                                 |                                 |
| 2016                                               | Breakthrough Actor                                                      | The Witch                                           | Venceu                          | [ 27 ]                          |
| 2021                                               | Outstanding Performance in a New Series                                 | The Queen's Gambit                                  | Venceu                          | [ 28 ]                          |
| Harper Bazaar Awards                               |                                                                         |                                                     |                                 |                                 |
| 2022                                               | Actress of the Year                                                     | Ela Mesma                                           | Venceu                          | [ 29 ]                          |
| Hawaii Film Critcs Society                         |                                                                         |                                                     |                                 |                                 |
| 2023                                               | Best Actress                                                            | The Menu                                            | Indicado                        | [ 30 ]                          |
| Hollywood Critics Association Midseason Awards     |                                                                         |                                                     |                                 |                                 |
| 2020                                               | Best Actress                                                            | Emma.                                               | Indicado                        | [ 31 ]                          |
| 2022                                               | Best Supporting Actress                                                 | The Northman                                        | Indicado                        | [ 32 ]                          |
| Hollywood Critics Association Television Awards    |                                                                         |                                                     |                                 |                                 |
| 2021                                               | Best Actress in a Limited Series, Anthology Series, or Television Movie | The Queen's Gambit                                  | Indicado                        | [ 33 ]                          |
| Hollywood Music In Media Awards (HMMA)             |                                                                         |                                                     |                                 |                                 |
| 2021                                               | Song - Onscreen Performance                                             | "Downtown" - Last Night in Soho                     | Indicado                        | [ 34 ]                          |
| IGN Summer Movie Awards                            |                                                                         |                                                     |                                 |                                 |
| 2016                                               | Best Movie Actress                                                      | The Witch                                           | Indicado                        | [ 35 ]                          |
| 2020                                               | Best Dramatic TV Performance                                            | The Queen's Gambit                                  | Indicado                        | [ 36 ]                          |
| Imagen Foundation Awards                           |                                                                         |                                                     |                                 |                                 |
| 2021                                               | Best Actress - Television                                               | The Queen's Gambit                                  | Indicado                        | [ 37 ]                          |
| Indiana Film Journalists Association               |                                                                         |                                                     |                                 |                                 |
| 2016                                               | Breakout of the Year                                                    | The Witch                                           | Indicado                        | [ 38 ]                          |
| 2020                                               | Best Actress                                                            | Emma.                                               | Indicado                        | [ 39 ]                          |
| International Online Cinema Awards (INOCA)         |                                                                         |                                                     |                                 |                                 |
| 2016                                               | Best Actress                                                            | The Witch                                           | Indicado                        | [ 40 ]                          |
| 2018                                               | Best Actress                                                            | Thoroughbreds                                       | Indicado                        | [ 41 ]                          |
| 2021                                               | Best Actress in a Limited Series or TV Movie                            | The Queen's Gambit                                  | Indicado                        | [ 42 ]                          |
| London Critics Circle Film Awards                  |                                                                         |                                                     |                                 |                                 |
| 2017                                               | Young British/Irish Performer of the Year                               | The Witch (2015) Morgan (2016) Fragmentado (2016)   | Indicado                        | [ 43 ]                          |
| 2019                                               | Young British/Irish Performer of the Year                               | Thoroughbreds (2017) Marrowbone (2017) Glass (2019) | Indicado                        | [ 44 ]                          |
| National Film Awards                               |                                                                         |                                                     |                                 |                                 |
| 2017                                               | Best Newcomer                                                           | Ela mesma                                           | Indicado                        | [ 45 ]                          |
| New Mexico Film Critics                            |                                                                         |                                                     |                                 |                                 |
| 2016                                               | Best Young Actor/Actress                                                | The Witch                                           | Venceu                          | [ 46 ]                          |
| 2021                                               | Best Supporting Actress                                                 | Last Night in Soho                                  | Venceu                          | [ 47 ]                          |
| Online Film & Television Association               |                                                                         |                                                     |                                 |                                 |
| 2017                                               | Best Breakthrough Performance: Female                                   | The Witch                                           | Indicado                        | [ 48 ]                          |
| 2021                                               | Best Actress in a Motion Picture or Limited Series                      | The Queen's Gambit                                  | Venceu                          | [ 49 ]                          |
| Pena de Prata                                      |                                                                         |                                                     |                                 |                                 |
| 2020                                               | Best Actress in a Limited Series or Anthology Series or TV Special      | The Queen's Gambit                                  | Venceu                          | [ 50 ]                          |
| Phoenix Film Critics Society Awards                |                                                                         |                                                     |                                 |                                 |
| 2016                                               | Breakthrough Performance                                                | The Witch                                           | Venceu                          | [ 51 ]                          |
| San Diego Film Critics Society Awards              |                                                                         |                                                     |                                 |                                 |
| 2016                                               | Breakthrough Artist                                                     | The Witch                                           | Indicado                        | [ 52 ]                          |
| Seattle Film Critics Society                       |                                                                         |                                                     |                                 |                                 |
| 2017                                               | Best Youth Performance                                                  | The Witch                                           | Venceu                          | [ 53 ]                          |
| Television Critics Association Awards              |                                                                         |                                                     |                                 |                                 |
| 2021                                               | Individual Achievement in Drama                                         | The Queen's Gambit                                  | Indicado                        | [ 54 ]                          |
| Washington DC Area Film Critics Association Awards |                                                                         |                                                     |                                 |                                 |
| 2016                                               | Best Youth Performance                                                  | The Witch                                           | Indicado                        | [ 55 ]                          |

## Prêmios de Festival
| Ano                  | Categoria            | Projeto              | Resultado            | Ref.                 |
| Cannes Film Festival | Cannes Film Festival | Cannes Film Festival | Cannes Film Festival | Cannes Film Festival |
| -------------------- | -------------------- | -------------------- | -------------------- | -------------------- |
| 2017                 | Chopard Trophy       | Ela Mesma            | Venceu               | [ 56 ]               |